# J1 League 2019
La J1 League 2019, nota come Meiji Yasuda J1 League 2019 per ragioni di sponsorizzazione, è stata la ventisettesima edizione della massima serie del campionato giapponese di calcio. Il campionato è iniziato il 22 febbraio e si è concluso il 7 dicembre 2019. Il campionato è stato vinto dallo Yokohama F·Marinos per la quarta volta nella sua storia.

## Stagione

### Novità
Al termine della J1 League 2018 sono stati retrocessi in J2 League il Kashiwa Reysol e il V-Varen Nagasaki, mentre dalla J2 League 2018 sono stati promossi il Matsumoto Yamaga e l'Oita Trinita.

### Formula
Le 18 squadre si affrontano in un girone all'italiana con partite di andata e ritorno, per un totale di 34 giornate. La squadra prima classificata è dichiarata campione del Giappone e viene ammessa alla fase a gironi della AFC Champions League 2020. La seconda classifica viene anche ammessa alla fase a gironi della AFC Champions League 2019, mentre la terza classificata viene ammessa alla fase play-off della AFC Champions League 2020. Le ultime due classificate vengono retrocesse direttamente in J2 League, mentre la terz'ultima disputa uno spareggio promozione/retrocessione contro la vincente dei play-off di J2 League.

## Squadre partecipanti
| Club                       | Città     | Stadio                       | Stagione precedente    |
| -------------------------- | --------- | ---------------------------- | ---------------------- |
| Cerezo Osaka               | Osaka     | Stadio Nagai                 | 7º posto in J1 League  |
| Gamba Osaka                | Suita     | Panasonic Stadium Suita      | 9º posto in J1 League  |
| Hokkaido Consadole Sapporo | Sapporo   | Sapporo Dome                 | 4º posto in J1 League  |
| Júbilo Iwata               | Iwata     | Yamaha Stadium               | 16º posto in J1 League |
| Kashima Antlers            | Kashima   | Kashima Soccer Stadium       | 3º posto in J1 League  |
| Kawasaki Frontale          | Kawasaki  | Todoroki Athletics Stadium   | Campione del Giappone  |
| Matsumoto Yamaga           | Matsumoto | Sunpro Alwin                 | 1º posto in J2 League  |
| Nagoya Grampus             | Nagoya    | Toyota Stadium               | 15º posto in J1 League |
| Oita Trinita               | Ōita      | Ōita Stadium                 | 2º posto in J2 League  |
| Sagan Tosu                 | Tosu      | Best Amenity Stadium         | 14º posto in J1 League |
| Sanfrecce Hiroshima        | Hiroshima | Hiroshima Big Arch           | 2º posto in J1 League  |
| Shimizu S-Pulse            | Shizuoka  | IAI Stadium Nihondaira       | 8º posto in J1 League  |
| Shonan Bellmare            | Hiratsuka | Shonan BMW Stadium Hiratsuka | 13º posto in J1 League |
| Tokyo                      | Tokyo     | Tokyo Stadium                | 6º posto in J1 League  |
| Urawa Red Diamonds         | Saitama   | Saitama Stadium 2002         | 5º posto in J1 League  |
| Vegalta Sendai             | Sendai    | Yurtec Stadium Sendai        | 11º posto in J1 League |
| Vissel Kobe                | Kōbe      | Stadio del Parco Misaki      | 10º posto in J1 League |
| Yokohama F·Marinos         | Yokohama  | Nissan Stadium               | 12º posto in J1 League |

## Classifica finale
Fonte: sito ufficiale.
|  | Pos. | Squadra             | Pt | G  | V  | N  | P  | GF | GS | DR  |
|  | ---- | ------------------- | -- | -- | -- | -- | -- | -- | -- | --- |
|  | 1.   | Yokohama F·Marinos  | 70 | 34 | 22 | 4  | 8  | 68 | 38 | +30 |
|  | 2.   | FC Tokyo            | 64 | 34 | 19 | 7  | 8  | 46 | 29 | +17 |
|  | 3.   | Kashima Antlers     | 63 | 34 | 18 | 9  | 7  | 54 | 30 | +24 |
|  | 4.   | Kawasaki Frontale   | 60 | 34 | 16 | 12 | 6  | 57 | 34 | +23 |
|  | 5.   | Cerezo Osaka        | 59 | 34 | 18 | 5  | 11 | 39 | 25 | +14 |
|  | 6.   | Sanfrecce Hiroshima | 55 | 34 | 15 | 10 | 9  | 45 | 29 | +16 |
|  | 7.   | Gamba Osaka         | 47 | 34 | 12 | 11 | 11 | 54 | 48 | +6  |
|  | 8.   | Vissel Kōbe         | 47 | 34 | 14 | 5  | 15 | 61 | 59 | +2  |
|  | 9.   | Oita Trinita        | 47 | 34 | 12 | 11 | 11 | 35 | 35 | 0   |
|  | 10.  | Consadole Sapporo   | 46 | 34 | 13 | 7  | 14 | 54 | 49 | +5  |
|  | 11.  | Vegalta Sendai      | 41 | 34 | 12 | 5  | 17 | 38 | 45 | -7  |
|  | 12.  | Shimizu S-Pulse     | 39 | 34 | 11 | 6  | 17 | 45 | 69 | -24 |
|  | 13.  | Nagoya Grampus      | 37 | 34 | 9  | 10 | 15 | 45 | 50 | -5  |
|  | 14.  | Urawa Reds          | 37 | 34 | 9  | 10 | 15 | 34 | 50 | -16 |
|  | 15.  | Sagan Tosu          | 36 | 34 | 10 | 6  | 18 | 32 | 53 | -21 |
|  | 16.  | Shonan Bellmare     | 36 | 34 | 10 | 6  | 18 | 40 | 63 | -23 |
|  | 17.  | Matsumoto Yamaga    | 31 | 34 | 6  | 13 | 15 | 21 | 40 | -19 |
|  | 18.  | Júbilo Iwata        | 31 | 34 | 8  | 7  | 19 | 29 | 51 | -23 |

Legenda:
      Campione del Giappone e ammesso alla AFC Champions League 2020.
      ammessa alla AFC Champions League 2020.
      ammessa alle qualificazioni della AFC Champions League 2020.
      Retrocessi in J2 League 2020.
Note:
Tre punti a vittoria, uno a pareggio, zero a sconfitta.
La classifica viene stilata secondo i seguenti criteri:
- Punti conquistati
- Differenza reti generale
- Reti totali realizzate
- Punti negli scontri diretti
- Differenza reti negli scontri diretti
- Reti realizzate negli scontri diretti
- Classifica fair-play
- Sorteggio

## Risultati
|                     | Cer  | Gam  | Hok  | Jub  | KaA  | Kaw  | Mat  | Nag  | Oit  | Sag  | San  | Shi  | Sho  | Tok  | Ura  | Veg  | Vis  | Yok  |
| ------------------- | ---- | ---- | ---- | ---- | ---- | ---- | ---- | ---- | ---- | ---- | ---- | ---- | ---- | ---- | ---- | ---- | ---- | ---- |
| Cerezo Osaka        | –––– | 3-1  | 0-1  | 2-0  | 0-1  | 2-1  | 1-1  | 3-0  | 0-0  | 1-2  | 0-1  | 2-1  | 1-0  | 1-0  | 1-2  | 0-0  | 1-0  | 3-0  |
| Gamba Osaka         | 1-0  | –––– | 5-0  | 1-1  | 1-1  | 2-2  | 4-1  | 2-3  | 1-1  | 1-0  | 1-1  | 1-0  | 1-0  | 0-0  | 0-1  | 2-0  | 3-4  | 2-3  |
| Hokkaido Consadole  | 0-1  | 0-0  | –––– | 1-2  | 1-3  | 1-2  | 1-1  | 3-0  | 1-2  | 3-1  | 1-0  | 5-2  | 5-2  | 1-1  | 1-1  | 1-3  | 2-1  | 3-0  |
| Júbilo Iwata        | 0-2  | 0-0  | 1-2  | –––– | 1-1  | 1-3  | 1-1  | 2-1  | 1-2  | 2-2  | 0-2  | 1-2  | 2-3  | 0-1  | 1-3  | 2-0  | 1-1  | 0-2  |
| Kashima Antlers     | 2-0  | 2-2  | 1-1  | 2-0  | –––– | 0-2  | 5-0  | 2-1  | 1-2  | 2-1  | 2-2  | 3-0  | 1-0  | 2-0  | 1-0  | 1-0  | 1-3  | 2-1  |
| Kawasaki Frontale   | 1-1  | 0-1  | 1-1  | 2-0  | 1-1  | –––– | 0-0  | 1-1  | 3-1  | 0-0  | 2-1  | 2-2  | 2-0  | 0-0  | 1-1  | 3-1  | 1-2  | 1-4  |
| Matsumoto Yamaga    | 0-2  | 1-3  | 0-0  | 0-1  | 1-1  | 0-2  | –––– | 1-1  | 0-0  | 1-0  | 2-2  | 1-1  | 1-1  | 0-0  | 0-1  | 0-1  | 2-1  | 0-1  |
| Nagoya Grampus      | 2-0  | 2-2  | 4-0  | 1-0  | 0-1  | 3-0  | 0-1  | –––– | 1-1  | 0-0  | 1-0  | 1-2  | 0-2  | 1-2  | 2-0  | 0-2  | 3-0  | 1-5  |
| Oita Trinita        | 0-2  | 2-1  | 2-1  | 1-2  | 0-1  | 0-1  | 0-1  | 1-1  | –––– | 2-0  | 0-1  | 1-1  | 2-1  | 0-2  | 2-0  | 2-0  | 1-1  | 2-0  |
| Sagan Tosu          | 0-1  | 3-1  | 0-2  | 1-0  | 1-0  | 0-1  | 1-0  | 0-4  | 2-2  | –––– | 0-2  | 4-2  | 0-2  | 2-1  | 3-3  | 2-1  | 1-6  | 1-2  |
| Sanfrecce Hiroshima | 1-1  | 3-0  | 1-0  | 0-0  | 0-0  | 3-2  | 1-0  | 1-1  | 0-0  | 0-1  | –––– | 1-1  | 2-0  | 0-1  | 1-1  | 1-0  | 6-2  | 0-1  |
| Shimizu S-Pulse     | 1-0  | 2-4  | 0-8  | 1-2  | 0-4  | 0-4  | 1-0  | 3-2  | 1-1  | 1-0  | 1-2  | –––– | 1-3  | 0-2  | 0-2  | 4-3  | 2-1  | 3-2  |
| Shonan Bellmare     | 0-2  | 0-3  | 2-0  | 0-2  | 3-2  | 0-5  | 1-1  | 1-1  | 0-1  | 2-3  | 1-0  | 0-6  | –––– | 2-3  | 1-1  | 2-1  | 3-1  | 1-2  |
| Tokyo               | 3-0  | 3-1  | 2-0  | 1-0  | 3-1  | 0-3  | 2-0  | 1-0  | 3-1  | 2-0  | 0-1  | 2-1  | 1-1  | –––– | 1-1  | 1-0  | 0-1  | 4-2  |
| Urawa Reds          | 1-2  | 2-3  | 0-2  | 0-1  | 1-1  | 0-2  | 1-2  | 2-2  | 0-1  | 2-1  | 0-4  | 2-1  | 2-3  | 1-1  | –––– | 1-0  | 1-0  | 0-3  |
| Vegalta Sendai      | 0-2  | 2-1  | 2-1  | 2-1  | 0-4  | 2-2  | 0-1  | 3-1  | 2-0  | 3-0  | 2-1  | 2-0  | 1-1  | 2-0  | 0-0  | –––– | 1-3  | 1-1  |
| Vissel Kobe         | 1-0  | 2-2  | 2-3  | 4-1  | 0-1  | 1-2  | 2-1  | 5-3  | 2-2  | 1-0  | 2-4  | 1-1  | 4-1  | 1-3  | 3-0  | 2-0  | –––– | 0-2  |
| Yokohama F·Marinos  | 1-2  | 3-1  | 4-2  | 4-0  | 2-1  | 2-2  | 1-0  | 1-1  | 1-0  | 0-0  | 3-0  | 0-1  | 3-1  | 3-0  | 3-1  | 2-1  | 4-1  | –––– |

## Spareggio salvezza
|                 | Risultati |                  | Luogo e data                |
| --------------- | --------- | ---------------- | --------------------------- |
| Shonan Bellmare | 1 - 1     | Tokushima Vortis | Hiratsuka, 14 dicembre 2019 |
|                 |           |                  |                             |

## Statistiche

### Classifica marcatori
Fonte: Sito ufficiale.
| Gol |  |  | Giocatore         | Squadra                           |
| --- |  |  | ----------------- | --------------------------------- |
| 15  |  |  | Marcos Júnior     | Yokohama F·Marinos                |
| 15  |  |  | Teruhito Nakagawa | Yokohama F·Marinos                |
| 14  |  |  | Douglas           | Shimizu S-Pulse                   |
| 14  |  |  | Diego Oliveira    | FC Tokyo                          |
| 13  |  |  | Yū Kobayashi      | Kawasaki Frontale                 |
| 13  |  |  | Musashi Suzuki    | Consadole Sapporo                 |
| 13  |  |  | David Villa       | Vissel Kobe                       |
| 12  |  |  | Shinzō Kōroki     | Urawa Red Diamonds                |
| 12  |  |  | Serginho          | Kashima Antlers                   |
| 11  |  |  | Edigar Junio      | Yokohama F·Marinos                |
| 10  |  |  | Ademilson         | Gamba Osaka                       |
| 10  |  |  | Kyōgo Furuhashi   | Vissel Kobe                       |
| 10  |  |  | Ado Onaiwu        | Oita Trinita                      |
| 9   |  |  | Jay Bothroyd      | Consadole Sapporo                 |
| 9   |  |  | Leandro Damião    | Kawasaki Frontale                 |
| 9   |  |  | Noriaki Fujimoto  | Vissel Kobe (1), Oita Trinita (8) |
| 9   |  |  | Anderson Lopes    | Consadole Sapporo                 |
| 9   |  |  | Naoki Maeda       | Nagoya Grampus                    |
| 9   |  |  | Kensuke Nagai     | FC Tokyo                          |